# Herberto Padilla

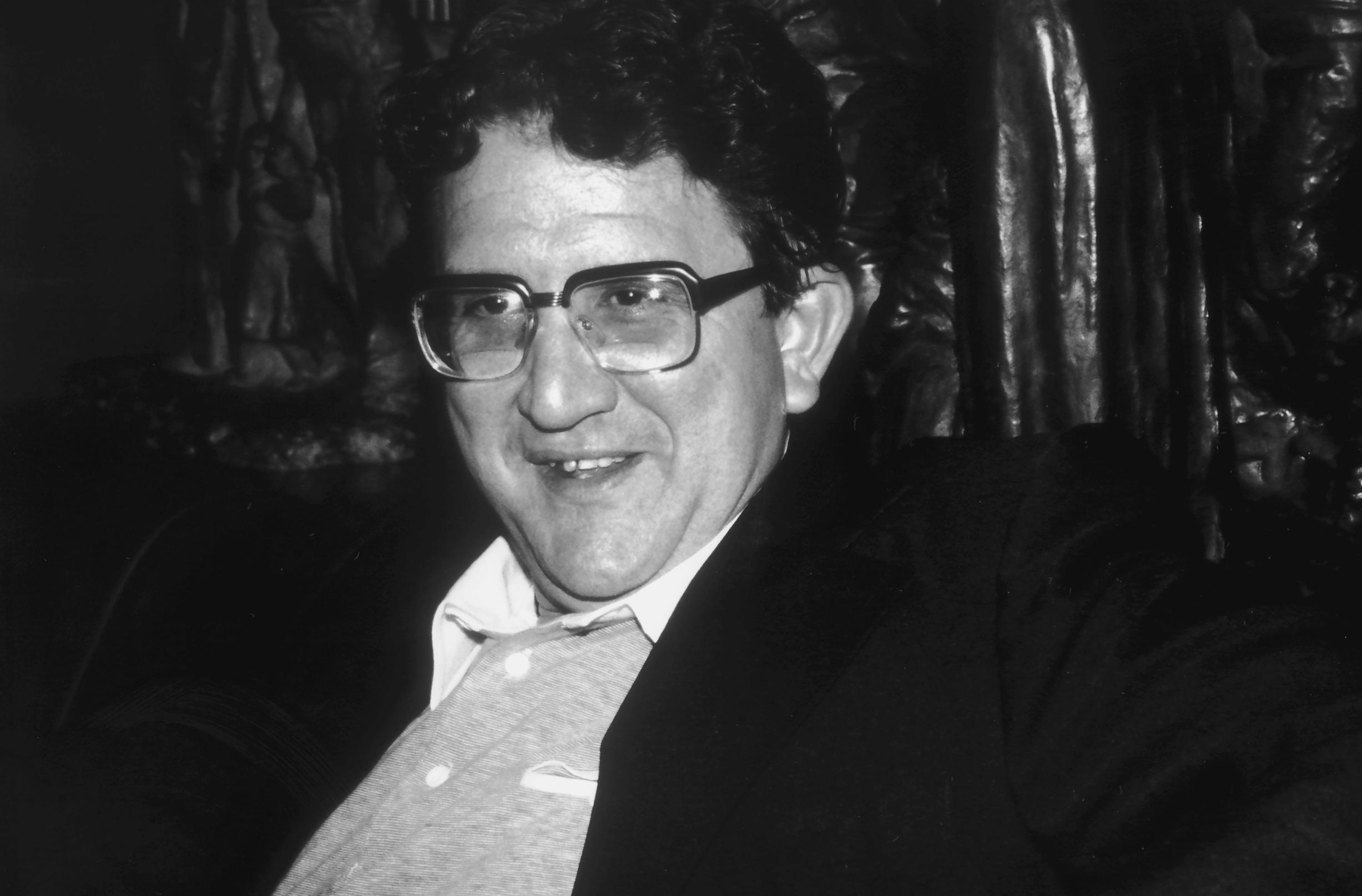
Herberto Padilla (1981).

Heberto Padilla (Puerta de Golpe, 20 de janeiro de 1932 – Auburn, 25 de setembro de 2000) foi um poeta e jornalista cubano.

## Biografia

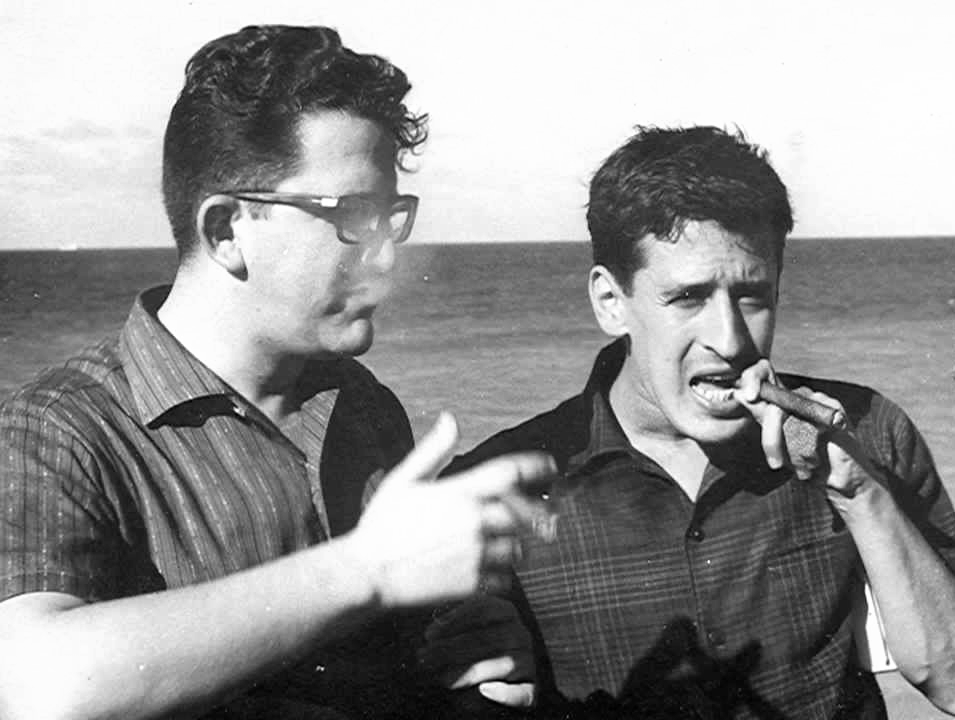
O jornalista salvadorenho Roque Dalton com o poeta cubano Heberto Padilla (à esquerda) em Havana.

Formado em Direito e Filosofia em Havana em 1948 publicou seu primeiro libro de poemas, Las rosas audaces.  Com a vitória da  Revolução Cubana foi nomeado correspondente oficial em Nova Iorque, onde residia naquele momento. Transladando-se novamente à Cuba fez parte do jornal Revolución, dirigido por Carlos Franqui. Envolvendo-se em polêmicas por defender a criação de um comunismo que valorizasse idéias como as da filosofia existencialista de Sartre, publica sua idéias e partes de seu primeiro romance no suplemento "Lunes de Revolución", sendo posteriormente correspondente jornalístico na União Soviética.
Em 1968, ganhou o Grande Prêmio da União Nacional dos Escritores e Artistas de Cuba com o livro "Fuera de Juego", o qual não ocultava as mazelas das autoridades cubana, o que despertou a ira do regime de Fidel Castro. Apesar das pressões feitas pela direção da União de Escritores, o júri, composto por entre outros José Lezama Lima, lhe outorgou o prêmio por unanimidade.
Com o prosseguimento da polêmica, quando o autor lança em leitura na Universidade de Havana o seu novo livro "Provocaciones" em 1971, é levado à prisão em 20 de março daquele mesmo ano, junto com sua esposa, a poeta e escritora Belkis Cuza Malé, tendo sido ambos acusados de “atividades subversivas” contra o governo revolucionário de Cuba, sendo libertados face à forte reação internacional que reuniu intelectuais como Jean-Paul Sartre, Simone de Beauvoir, Alberto Moravia, Susan Sontag, Mario Vargas Llosa, Carlos Fuentes, Octavio Paz, Hans Magnus Enzensberger e Juan Goytisolo, entre outros, e a uma retratação pública assumindo culpa perante um tribunal.
Após vários anos de tentativas frustradas de deixar o seu país, sendo o pedido negado pelo governo cubano, finalmente, em 13 de março de 1980, por intercedência do senador dos EUA Edward Kennedy, se exilou no país norte-americano.
A obra de Heberto Padilla foi traduzida em mais de quatorze idiomas.
Considerado por teóricos e poetas como José Kozer um dos mais relevantes poetas da América Latina no século XX , seu poema traduzido como "Em tempos difíceis" pelo poeta Nelson Ascher para o caderno Ilustrada da Folha de S.Paulo é um dos mais conhecidos do autor e cita os sacrifícios que costumam solicitar a um homem "em tempos difíceis", como é o caso de um período pós-revolucionário.

## Obra

### Poesia
- Las rosas audaces (1949)
- El justo tiempo humano (1962)
- Fuera de Juego (1968)
- Provocaciones (1973)
- El hombre junto al mar (1981)
- Un puente, una casa de piedra (1998).

### Prosa
- El buscavidas (1963) - romance
- En mi jardín pastan los héroes, (1986) - romance
- La mala memoria (1989) - ensaio autobiográfico.